# Goldsmiths' Company
La Goldsmiths' Company ou Worshipful Company of Goldsmiths, officiellement intitulée The Wardens and Commonalty of the Mystery of Goldsmiths of the City of London est une entreprise britannique. Son siège est à Londres au Goldsmiths' Hall.
La société trouve ses origines au XIIe siècle et reçoit une charte royale en 1327. Sa devise est Justitia Virtutum Regina (« La justice est la reine des vertus »,.

## Histoire
L'entreprise est créée comme guilde médiévale pour le commerce de l'orfèvrerie. Le mot hallmarking (poinçonnage) vient du fait que les métaux précieux étaient officiellement inspectés et marqués au Goldsmiths' Hall.
En 1812, vingt hospices sont construits sur l'ancien domaine Perryn à Acton, sur un terrain ouvert à l'ouest de Londres. Les hospices sont établis sur un terrain qui a été laissé à l'entreprise par John Perryn en 1657.
La Goldsmiths' Company fonde en 1891 le Goldsmiths' Technical and Recreative Institute, qui devient par la suite Goldsmiths, University of London.
De nos jours, l'entreprise est l'une des rares entreprises de livrée à jouer encore un rôle formel dans son ancien métier. La Goldsmiths' Company supervise le bureau d'analyse de la Goldsmiths' Company, où les objets en métaux précieux sont testés pour leur pureté, puis marqués d'un symbole officiel s'ils réussissent les tests nécessaires. Au Trial of the Pyx, la Goldsmiths' Company est également chargée de vérifier la validité de la monnaie britannique.
En juillet 2017, la Goldsmiths 'Company a annoncé qu'elle deviendra un partenaire fondateur du nouveau Musée de Londres avec un don de 10 millions de livres sterling pour le nouveau site. Elle annonce également une contribution de 250 000 £ pour l'abbaye de Westminster destinées aux Queen's Diamond Jubilee Galleries, qui ont ouvert leurs portes en 2018.
La Goldsmiths' Company a soutenu deux grandes initiatives éducatives, en finançant une initiative scientifique dans les écoles primaires créée par l'Imperial College de Londres et le programme d'enregistrements en continu du National Theatre pour les écoles primaires.